# Conrad A. Nervig
Conrad A. Nervig (24 de junho de 1889 — 26 de novembro de 1980) é um editor estadunidense. Venceu o Oscar de melhor montagem por Eskimo (1933) e King Solomon's Mines (1950).